# 長野泰志
長野 泰志（ながの やすし）は、日本のオセロプレイヤー。オセロ連盟認定七段。
今なお、オセロ界でもトップレベルの実力を持つ選手である。東京大学出身。

## 人物
オセロを始めたのは中学入学時から。中学は麻布中学出身。その恩師は元オセロ世界チャンピオンの村上健である。2016年の全日本選手権で決勝戦でオセロ5度世界チャンピオンの高梨悠介と対決し、優勝し、七段に昇段した。本人は、「全国大会で優勝することは、オセロ始めた時からの昔の目標、夢でもありました。現役の世界チャンピオンを倒しての優勝ということで、とてもうれしいです。」と語った。さらに同年初参加の世界選手権で、わずか数人だけが成功した予選13戦を13連勝、全勝するという偉業を成し遂げたが、翌日の決勝トーナメントで誰もが注目したがタイのピヤナット・アウンチュリ―（ちなみに、この年の初の世界チャンピオンになった人物）に2連敗し、あえなく敗退してしまった。本人曰く、「緊張と興奮で睡眠は2時間しかできなかった」とのことである。

## 成績
- 2016年 第44回オセロ全日本選手権　個人　初出場で初優勝　（当時は五段で優勝により七段に昇段した。）[3]
- 2016年 第40回オセロ世界選手権　個人　初出場で4位[4]
- 2020年 第48回オセロ全日本選手権　個人　3位入賞[5]
- 2023年 第45回オセロ世界選手権　個人　優勝[6]